# مجموعه برق آبی تویامویون
مجموعه برق آبی تویامویون {{ازبکی|Tuyamuyun Hydro Complex) یک نیروگاه برقابی در ازبکستان است که در Urgench, Xazorasp District, Xorazm Region/Dasoguz, Lebap Region واقع شده‌است.